# Traian Novolan
Traian Novolan (n. 25 februarie 1937, Cetireni, România – d. 8 aprilie 2017, România) a fost un senator român ales în județul Dâmbovița pe listele partidului PDSR care în iunie 2001 a devenit PSD. În legislatura 2000-2004, Traian Novolan a fost membru în grupurile parlamentare de prietenie cu Republica Costa Rica și Republica Slovacă. Traian Novolan a înregistrat 134 de luări de cuvânt în 49 de ședințe parlamentare. Traian Novolan a inițiat 12 propuneri legislative din care 10 au fost promulgate legi. În legislatura 2004-2008, Traian Novolan a fost membru în grupurile parlamentare de prietenie cu Republica Portugheză, Regatul Norvegiei, Republica Belarus și Republica Turcia.